# Quirón

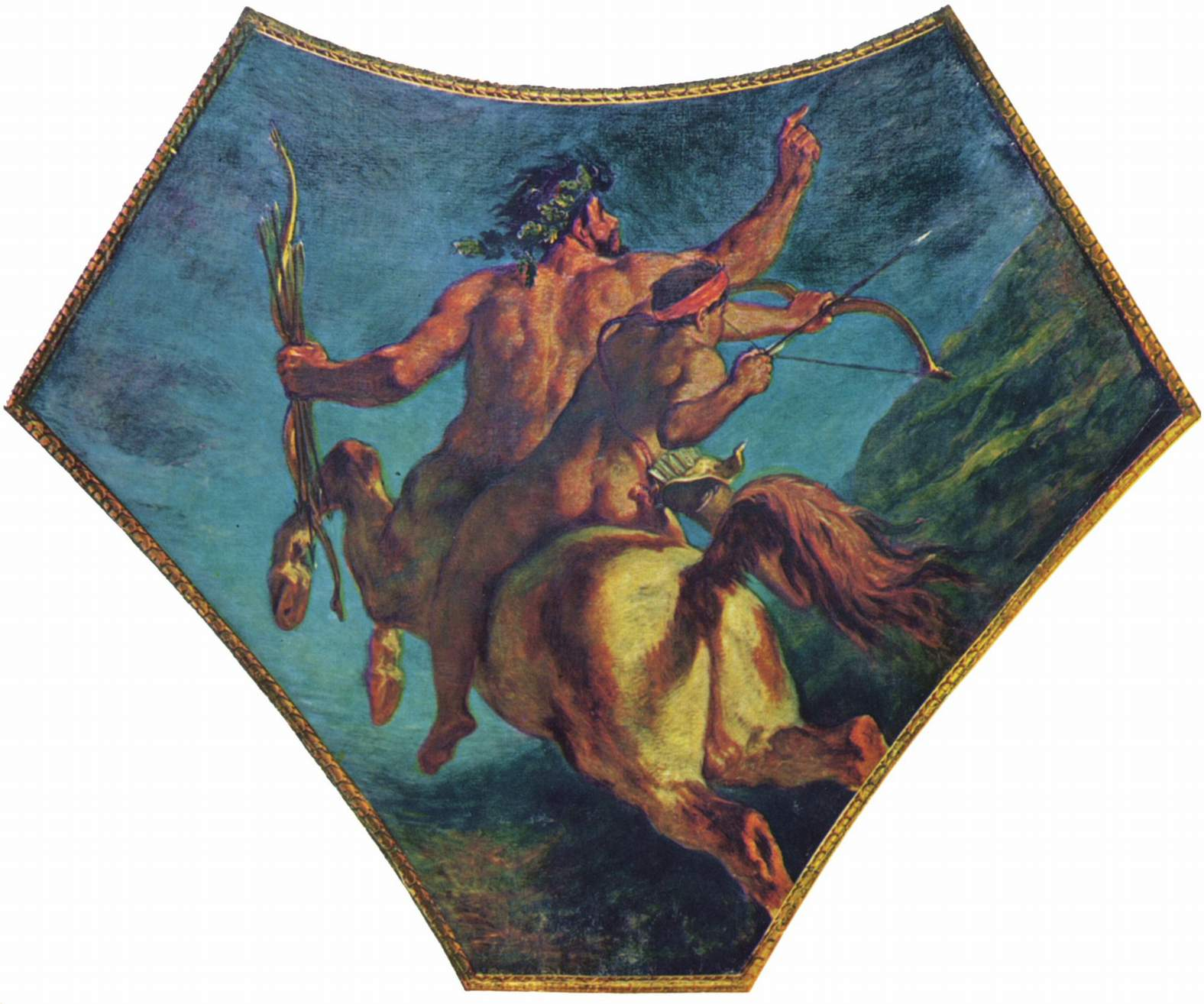
La educación de Aquiles, por Delacroix (fresco de Palacio Borbón de París)

En la mitología griega Quirón (en griego Χείρων, -ωνος; Cheírōn, -ōnos),   menos común como Queirón o Chirón,  fue «el más civilizado de los centauros»  y el primero en practicar el arte de la medicina quirúrgica, valiéndose de unas hierbas.  Era hijo de Crono y Fílira, y por lo tanto medio hermano de Zeus. El sabio Quirón vivía en una cueva del monte Pelión, en Tesalia, y fue el preceptor de varios de los héroes más destacados en la mitología griega. Los magnesios le ofrecían sacrificios hasta una época muy tardía, y la familia local de los Quirónidas, que se distinguían por sus conocimientos de medicina, eran considerados sus descendientes. Focio, por su parte, dice que el maestro de Quirón se llamaba Aquiles y de él vino el nombre que Quirón dio al hijo de Peleo (Aquiles, héroe de la Ilíada).

## En la mitología clásica

### Etimología y eponimia
Su nombre es un derivado de χείρ kheír que significa 'mano' y podría traducirse por «hábil con las manos». Está relacionado con el término médico χειρουργός «cirujano, que trabaja con las manos». Se considera también a Quirón como el primer veterinario, ya que usaba sus grandes conocimientos médicos para curar criaturas de todas las especies. Quirón ha dado su nombre uno de los satélites de Saturno, Quirón, que resultó hipotético. Más tarde se bautizó a uno de los asteroides como (2060) Quirón.

### Ascendencia
El nacimiento de Quirón se da cuando Crono, el titán hijo de Urano estaba buscando a Zeus por la tierra. Al llegar a una isla de Tracia se encontró con la oceánide Fílira que lo cautivó. Para evitar que Rea, su esposa, lo descubriera, Crono se transforma en un caballo y copula con Fílira. Sin embargo, Rea lo descubre y Crono huye lejos. Atormentada, Fílira también escapa hacia las alturas de los montes de los Pelasgos, donde finalmente da a luz a Quirón. Para su sorpresa, el ser nacido tenía una terrible morfología porque del ombligo hacia arriba era una figura divina, pero la parte inferior era la de un caballo. Finalmente, Fílira pide ser transformada, siendo concedido su deseo termina siendo un árbol de tilo.
Una variante en la representación del hecho dice que Crono se transforma en caballo de robustas crines cuando Rea los descubre, huyendo con Fílira al galope. Existe también otra variante que cambia la trama de la historia. En ella es Fílira quien se transforma en yegua por pudor ante Crono, en primera instancia con el objetivo de escapar. Pero Crono también muta en caballo y la viola. Otra interpretación completamente diferente sobre el origen de Quirón se puede apreciar en los trabajos de Suidas el historiador griego quien lo hace hijo de Ixión. Higino nos habla del hermano de Quirón, Dólope, que parece funcionar tan solo como el epónimo de los dólopes y es una invención propia del autor. Jenofonte dice que Zeus y Quirón eran hermanos de padre, pero que la madre de Quirón fue la ninfa Nais y que es mayor en edad que Zeus.

### Maestría y discípulos
Quirón destacó en toda la mitología griega por su naturaleza protectora de la juventud. Sus habilidades personales tienden a coincidir con las de su padre adoptivo, Apolo, que enseñó al joven centauro el arte de la medicina, las hierbas, la música, el tiro con arco, la caza, la gimnasia y la profecía y le hizo superar su naturaleza bestial. Quirón era conocido por sus conocimientos y habilidad con la medicina, por lo que se le atribuye el descubrimiento de la botánica y la farmacia, la ciencia de las hierbas y la medicina.
Según diversos mitógrafos de la Antigüedad, Quirón fue el preceptor de varios héroes. Cuando Aquiles tuvo edad suficiente Peleo lo llevó ante Quirón, que lo recibió como discípulo. Apolo, el padre de Aristeo, lo llevó al monte Pelión para que fuera criado por Quirón. Aristeo se convertiría más tarde en su vida en dios de ciertas artes rústicas como la apicultura y la quesería. Además, es el protagonista de un mito de creación relativo a los vientos etesios. De Acteón se dice que convirtió en un excelente cazador gracias a las lecciones del centauro. En su edad adulta fue convertido por Artemisa en ciervo. Sus perros de caza no lo reconocieron y lo devoraron. Ignorantes de lo que habían hecho, los perros de caza acudieron a la cueva de Quirón en busca de su amo y el centauro modeló una imagen de Acteón para calmar su dolor. Se dice que Corónide, madre de Asclepio, le había concebido a su hijo antes de que su cuerpo fuera consumido por la pira funeraria y Apolo salvó al niño y se lo llevó a Quirón, que lo crio y le enseñó el arte de la curación. En algunas versiones Jasón, el líder de los argonautas fue criado por Quirón. Medo, el hijo de Jasón y Medea, también fue educado por Quirón en las montañas. También Patroclo fue uno de los estudiantes de Quirón, según fuentes tardías.
Jenofonte, en su obra De la caza, ofrece una lista más amplia de héroes que aprendieron de Quirón el arte de la caza donde incluye a Céfalo, Melanión, Néstor, Anfiarao, Peleo, Telamón, Meleagro, Teseo, Hipólito, Palamedes, Cástor, Pólux, Macaón, Podalirio, Antíloco y Eneas.

### Consejos de Quirón
Se conoce como los Consejos de Quirón a una obra didáctica muy conocida en Atenas en el siglo V a. C., que a veces se atribuye espuriamente a la autoría de Hesíodo. En esa obra Quirón es representado como un cómico ateniense, un prototipo de maestro tradicional apto para ser enfrentado a las ideas «disolventes» de la nueva educación propugnada por la sofística. En el poema se narra especialmente la relación del mejor pupilo de Quirón, Aquiles, en donde le enseña preceptos sobre el sacrificio a los dioses, respeto a los padres y enseñanzas cinegéticas y bélicas.

### Descendientes y amantes
La esposa de Quirón era una ninfa conocida como Cariclo o bien Nais, Naide o Naya. Con ella engendró a Ocírroe, una ninfa profética; Evipe, que se cuenta entre las estrellas; Caristo, el héroe epónimo; y también las ninfas peliónides (del monte Pelión; sin especificar nombres). Aristeo también se dice su hijo.  Sin especificar la consorte a Quirón se le asocian otras hijas, en diferentes contextos. Hipe se encuentra entre las estrellas; Melanipa fue seducida por Eolo. Endeide fue la esposa de Éaco. También en una versión se dice que Tetis, la madre de Aquiles, es hija de Quirón.
A Quirón se le asocian varios amoríos con varones. Ptolomeo Queno nos dice que «Dioniso fue amado por Quirón, de quien aprendió cantos y danzas, los ritos báquicos e iniciaciones». Eratóstenes nos dice que Heracles acudió hasta él movido por el amor, y convivió con él en su caverna dando honra a Pan.

### Quirón y Peleo
Su fama de médico sabio y prudente corrió por toda Grecia. Quirón conoció a Peleo cuando Acasto, para vengarse de una presunta traición amorosa de este, lo invitó a una cacería durante la cual le robó la espada maravillosa que le había regalado Hefesto y lo abandonó a su suerte entre los centauros. Sin embargo fue salvado por Quirón, que recuperó la espada, profesándose desde entonces una gran amistad entre ambos.
Cuando Peleo se enamoró de Tetis pidió consejo a Quirón para encontrar la forma de seducirla ya que, como todas las nereidas, podía cambiar de forma a su antojo. Por consejo de Quirón, Peleo la mantuvo agarrada mientras Tetis se metamorfoseaba, y aunque unas veces era fuego, otras agua, otras un animal, no la soltó hasta verla recuperar su forma primitiva. Peleo se casó con ella en el Pelión, y allí los dioses celebraron la boda con banquetes y cantos. Quirón regaló a Peleo una lanza de fresno.
Peleo llevó al niño a Quirón, que lo crio con entrañas de leones y jabalíes, y con médula de osos; lo llamó Aquiles (antes su nombre era Ligirón) porque sus labios no habían mamado. Aquiles fue a Troya. Lo acompañó Fénix. Este había sido cegado por su padre, cuya concubina lo había acusado en falso de violación. Pero Peleo, después de llevarlo a que Quirón le devolviese la vista, lo hizo rey de los dólopes.
Tetis, a escondidas echaba al fuego los hijos que le nacían de Peleo. Peleo, cuando nació su séptimo hijo, se dio cuenta de la artimaña de su esposa y arrancó al chiquillo de las llamas. El niño salió incólume excepto por unas heridas provocadas por las quemaduras en el hueso del tobillo. Acto seguido lo envió a Quirón, quien exhumó el cuerpo del gigante Dámiso, que estaba enterrado en Palene. Se dice que, como Dámiso era el más rápido de todos los gigantes, Quirón le quitó el hueso del tobillo y lo cosió en el pie Aquiles.

### Muerte
Heracles, al atravesar Fóloe en busca del jabalí de Erimanto, se hospedó en casa del centauro Folo. Este ofreció a su huésped carne asada, mientras que él la comía cruda. Cuando Heracles pidió vino, le dijo que temía abrir la tinaja común de los centauros; pero Heracles, animándolo, la abrió y no mucho después, atraídos por el olor, acudieron a la cueva de Folo los centauros armados con rocas y abetos. A los primeros que osaron entrar, Anquio y Agrio, Heracles los rechazó con tizones, y a los restantes los persiguió a flechazos hasta Malea. Allí se refugiaron junto a Quirón, que expulsado del monte Pelión por los lápitas se había establecido cerca de Malea. Al agruparse en torno suyo los centauros, Heracles arrojó una flecha que después de atravesar el brazo de Élato se clavó en la rodilla de Quirón; Heracles, afligido, corrió hacia él, extrajo la flecha y le aplicó un remedio entregado por el mismo Quirón. Éste, como la herida era incurable, se retiró a la cueva deseoso de morir allí, pero por su condición de inmortal no lo consiguió hasta que Prometeo se ofreció a Zeus para ser inmortal en su lugar.

### Catasterismos
En los mitos sobre catasterismos Quirón es el Centauro. Se dice que muerto de esta forma, Zeus lo situó entre los astros en atención a su piedad e infortunio. En sus manos, cerca del Altar, se halla la Bestezuela, y parece que la acerca a aquél con intención de sacrificarla, lo cual es la mayor muestra de su piedad. Tiene también en las manos a la llamada Bestezuela, cuya figura pintan alargada. Algunos dicen que es un odre de vino, con el que hace una libación en honor a los dioses sobre el Altar. La tiene en la mano derecha, mientras en la izquierda sostiene un tirso.
Quirón también participa en otros mitos sobre catasterismos. Se dice que Aquiles y Esculapio fueron criados por él. Más tarde Saturno lo colocó entre las estrellas y se convirtió en Sagitario, 'el Arquero'.  Cuando el hijo de Quirón caminaba cerca del mar pisó cierto cangrejo de inmenso tamaño que lo hirió lastimosamente. A cambio, Quirón disparó al cangrejo con sus flechas y liberó a su hijo, en cuyo recuerdo aquel cangrejo fue llevado al cielo y se convirtió en un signo celeste.  Cuando Quirón atravesaba un bosque con su hijo, un escorpión de inmenso tamaño casi se traga al hijo. Quirón, el mejor de los arqueros, disparó al escorpión y liberó a su hijo, y así el escorpión fue llevado al cielo.